# Алтата (село)
Алтата — село в Дергачёвском районе Саратовской области, в составе сельского поселения Орошаемое муниципальное образование.

## География
Село расположено на правом берегу реки Алтата, в 17 км южнее районного центра — посёлка Дергачи.

## История
Казённая деревня Алтата упоминается в Списке населенных мест Российской империи по сведениям 1859 года. В 1859 году в Алтате проживало более 2 тысяч жителей, имелось 5 мечетей. Село относилось к Новоузенскому уезду Самарской губернии.
Согласно Списку населённых мест Самарской губернии 1910 года Алтата относилась к Осиново-Гайской волости, здесь проживало 2507 мужчин и 2497 женщин, село населяли бывшие государственные крестьяне, преимущественно татары, магометане, в селе имелись 5 мечетей, 5 магометанских школ, 7 ветряных мельниц, волостное правление.
В 1919 году в составе Новоузенского уезда село включено в состав Саратовской губернии.

## Население
Динамика численности населения по годам:
| Годы      | 1859 | 1889 | 1897 | 1910 | 2002 |
| --------- | ---- | ---- | ---- | ---- | ---- |
| Население | 2075 | 3632 | 3243 | 5004 | 658  |

| 2002 | 2010 |
| ---- | ---- |
| 659  | ↘561 |